# 裁定取引
裁定取引（さいていとりひき、アービトラージ、英: Arbitrage）とは、異なる市場間での価格差や金利差を利用して売買しマージンを稼ぐ取引のこと。利鞘を取るのでサヤ取り（鞘取り）ともいう。

## 一般例
ある場所では豊富に存在していて安い商品が、別の場所では極めて貴重で高値で取引されていたとする。その事実を知っていれば、安い場所で買い、高い場所に持って行って売るだけで、利益を得られる。
例えば、日本などの水資源が豊富な地域では水は希少性が乏しいため、極めて安価である。しかし、この水を砂漠のような水の希少性が高い地域に運んでいけば、高値で売ることができる。金融の世界でも同様な取引があり、金利の低いところで金を借り、金利の高いところで貸し出せば、元手が少なくても多額の利益を手にすることが出来る。
このような取引が行われた結果、価格（金利）の低い市場では需要増大で価格（金利）が上がり、価格（金利）の高い市場では供給増大で価格（金利）が下がり、次第に価格差や金利差が収斂していく。価格が収斂していくこの過程を一物一価の法則という。
同じ品質（財の同質性）の2つの商品に異なる価格が成立していることが知られている（完全情報）場合、両者の価格差は裁定取引の対象となる。裁定取引の対象となるまでは、分断された別々の市場として別の価格がついていても、対象となれば価格が収斂していくので、裁定取引には市場の接続、あるいは拡張の効果があることになる。こうすることで、より必要な所へ必要な物資が供給され経済の資源配分が効率的になる。
不確実性のない市場では裁定取引を行う機会がないため、裁定取引非存在条件が成り立つ。

## 裁定取引の例
A という商品の現物取引と先物取引を用いた裁定取引の例を紹介する。
ある時点で商品 A の現物価格が100円、3か月先の先物価格が120円だったとする。
裁定取引では安いほうを買って高いほうを売るから、この場合は現物を買って先物を売ることになる。
先物価格は、3か月後の清算日には現物価格と一致する。
3か月後に商品 A が140円になっていたら、
- 現物取引 : 140円 - 100円 = +40円
- 先物取引 : 120円 - 140円 = -20円

－－－－－－－－－－－－－－－－－
合計　　　　　　　　　　　  20円の儲け
一方、3か月後に商品 A が80円になっていても、
- 現物取引 : 80円 - 100円 = -20円
- 先物取引 : 120円 - 80円 = +40円

－－－－－－－－－－－－－－－－－
合計　　　　　　　　　　　  20円の儲け
のように儲けの額は同じである。